# Memories (Maroon 5)
Memories is een nummer van de Amerikaanse band Maroon 5 uit 2019. Het is de eerste single van hun zevende studioalbum Jordi.
Maroon 5-zanger Adam Levine vond de muziek van zijn band de afgelopen jaren veel te elektronisch. Hij wilde terug naar de basis, en voegde daad bij het woord door met "Memories" weer een traditioneel popnummer uit te brengen. Het nummer is een ballad die gaat over het verlies van een dierbare, en over mooie herinneringen aan die dierbaren. De mannen van Maroon 5 willen er met het nummer voor zorgen dat mensen nog meer aan hun familie en vrienden gaan denken. “We hebben dit lied geschreven om mensen samen te brengen," liet Levine bij het uitbrengen van het nummer weten. "Wat er ook gebeurt in de wereld om je heen, denk aan die mensen van wie je houdt en deel een aantal goede herinneringen". De melodie van "Memories" is gebaseerd op de Canon in D van de Duitse componist Johann Pachelbel.
Het nummer leverde Maroon 5 een gigantische wereldhit op. In de Amerikaanse Billboard Hot 100 haalde het de 5e positie. In de Nederlandse Top 40 haalde het de 2e positie, waarmee het na "Moves like Jagger" de grootste hit voor de band werd in Nederland. In de Vlaamse Ultratop 50 haalde het nummer de 3e positie, waarmee het de grootste Maroon 5-hit werd in Vlaanderen.

## Hitnoteringen

### NPO Radio 2 Top 2000
| Nummer met noteringen in de NPO Radio 2 Top 2000 | '19 | '20 | '21 | '22 | '23 | '24 |
| ------------------------------------------------ | --- | --- | --- | --- | --- | --- |
| Memories                                         | 770 | 271 | 430 | 509 | 622 | 684 |

1. ↑  Een vetgedrukt getal geeft de hoogste notering aan.
2. ↑  2019 was het eerste jaar met een notering voor dit nummer.